# 马大哈
馬大哈是1954年中國作家何遲創作、相聲演員馬三立演出的相聲段子《買猴兒》中的主人公。他是“千货公司”商場的员工，爱串门，為人粗心大意，工作馬馬虎虎，生活大大咧咧，講話嘻嘻哈哈。在相聲裡上級通知“东北角某工厂买猴牌肥皂五十箱”，他串门趁文书不在，把通知写成“到东北火速买猴五十个”，鬧了一個大笑話，让采购员跑遍大半个中国買回來五十隻猴子，引来一阵混乱。最后马大哈本人被调往公园饲养猴子。
這個角色當時風行全中國，深入人心，自此人們把辦事不認真的人叫馬大哈。
後引申出爲人隨意，馬虎，幹事情拖拖拉拉，草率不靠譜 。辦什麼事都丟三落四，馬馬虎虎，像是“傻大姐”一般的人也可以稱之為馬大哈。